# The Good Wife
The Good Wife é uma série de televisão estadunidense que estreou na CBS em 22 de setembro de 2009. Criado por Robert King e Michelle King, os mesmos criadores de In Justice, é estrelado por Julianna Margulies, Christine Baranski e Chris Noth em um papel recorrente. Robert e Michelle produzem o seriado ao lado dos irmãos Ridley e Tony Scott, Charles McDougall e David W. Zucker. Em 7 de outubro de 2009, a CBS renovou o seriado para uma temporada completa, estendendo a primeira temporada de 13 para 23 episódios. No Brasil, o seriado estreou em 9 de novembro de 2009 no Universal Channel. O programa foi recebido com grande quantidade de elogios de críticos e com inúmeros prêmios.
Em 7 de fevereiro de 2016, a emissora CBS anunciou por meio de um comercial durante o intervalo do Super Bowl que a sétima temporada seria a última da série. O último episódio foi ao ar em 7 de maio de 2016.
Um remake sul coreano foi exibido pelo canal tvN em 2016.

## Sinopse
A série centra-se em Alicia Florrick (Julianna Margulies), cujo marido Peter Florrick (Chris Noth), promotor do estado de Condado de Cook, foi preso depois de um escândalo envolvendo sexo com prostitutas e corrupção. Depois de ter passado 13 anos como uma mãe atenciosa e dona-de-casa, Alicia retorna ao seu antigo trabalho como advogada - devido a prisão do marido - e fica com a responsabilidade de criar os seus dois filhos. A série foi parcialmente inspirado no escândalo de prostituição envolvendo o ex-governador de Nova Iorque, Eliot Spitzer, bem como outros escândalos sexuais proveniente de políticos norte-americanos, particularmente os de John Edwards e Bill Clinton:
| “ | Michelle [King]: Nós viemos com esta ideia há cerca de um ano e meio. Houve uma cachoeira desses tipos de escândalos, de Bill e Hillary [Clinton], de Dick Morris, de Eliot Spitzer, para citar apenas alguns. Eu acho que eles estão por todo a nossa cultura. E havia sempre essa imagem do marido ir ao público e pedir desculpas a todos e a esposa que está ao lado dele. Eu acho que a série começou quando nos perguntamos: "O que eles estão pensando?" E Robert e eu começamos a falar sobre isso. ... Você sabe, o que é interessante sobre esses escândalos políticos é que as esposas são advogadas também. Hillary [Clinton] é uma advogada. Elizabeth Edwards é uma advogada. Eu acho que nos fez pensar ao longo destas conclusões. Ou seja, nós sabíamos que ela tinha que voltar ao trabalho, e tivemos tantas advogadas para desenhar. | ” |

## Personagens e elenco

### Os Florrick
- Alicia Florrick (Julianna Margulies) – a esposa de um decadente promotor; Alicia retorna ao seu antigo trabalho de advogada júnior. Ela tenta conciliar sua vida profissional e familiar com o escândalo envolvendo seu marido. No meio do escândalo que sua vida se torna, Alicia volta a sentir interesse amoroso pelo seu chefe, Will Gardner, que estudou com ela na mesma universidade e foram namorados.

- Peter Florrick (Chris Noth) – marido de Alicia, promotor do Condado de Cook e atual governador de Chicago. Passou um período preso devido a um suposto escândalo de corrupção, porém mais tarde é novamente eleito promotor e governador posteriormente.
- Grace Florrick (Makenzie Vega) – filha de Alicia e Peter Florrick. Extremamente religiosa e aspirante à ativista dos Direitos Humanos. Sonha em ser advogada como a mãe.
- Zachary "Zach" Florrick (Graham Phillips) – filho de Alicia e Peter Florrick. É um geek genuíno. Já ajudou diversas vezes à mãe a resolver alguns casos na L&G
- Jackie Florrick (Mary Beth Peil) – mãe de Peter e sogra de Alicia. Jackie não acredita que o filho seja culpado e acredita que Alicia e Peter irão se reunir e formar uma família novamente. Ela tenta, em várias ocasiões, conseguir que os netos visitem o pai na cadeia

### Lockhart & Gardner
- Will Gardner (Josh Charles) – É um dos sócios de um prestigioso escritório de advocacia, Stern/Lockhart & Gardner, e um dos melhores advogados de Chicago. Foi amigo e é apaixonado por Alicia desde a faculdade, ajudou Alicia recomeçar a carreira depois do escândalo com o marido. E Will a Alicia tiveram um romance na terceira temporada. Desenvolve um desgosto por Alicia após descobrir que ela fundou um escritório por suas costas, acreditando que ela tentara roubar seus clientes.
- Diane Lockhart (Christine Baranski) – sócia sênior do escritório de advocacia que contrata Alicia. Fina, virtuosa e inteligente. Diane é taxativa e eficaz no que faz, sempre fechando os casos com elegância e graça.
- Kalinda Sharma (Archie Panjabi) – a investigadora particular da firma. Kalinda havia trabalhado anteriormente com Peter Florrick, que a demitiu
- David Lee (Zach Grenier) – um advogado excêntrico e perspicaz. Extremamente focado no dinheiro, David Lee é implacável em suas tentativas de ganhar casos e atingir seus objetivos de formas nada ortodoxas.
- Cary Agos (Matt Czuchry) – um advogado júnior, admitido na mesma época que Alicia. No primeiro episódio é dito que só há uma vaga permanente para o cargo, colocando Cary em competição com Alicia. Só que Alicia ganha a competição e Cary vira promotor. Após algum tempo Cary volta para a Lockhart & Gardner e monta um motim para roubar os clientes da firma e montar a Florrick/Agos & Associados.

### Promotoria do condado de Cook
- Glenn Childs (Titus Welliver) – ex-promotor do Condado de Cook. Foi o responsável pelo vazamento da fita de sexo de Peter Florrick à imprensa
- Matan Brody (Chris Butler) – um dos promotores do Condado que foi contratado por Peter quando ele ainda era o Promotor
- James Castro (Michael Cerveris) - Atual promotor do condado de Cook.

### Equipe de Peter Florrick
- Eli Gold (Alan Cumming) – chefe da campanha de Peter para o posto de promotor
- Elsbeth Tascioni (Carrie Preston) – advogada de Peter em substituição a Daniel Golden, que assumiu um posto no governo do presidente Barack Obama
- Kya Poole (Francie Swift) – assessora responsável pela imagem de Peter
- Daniel Golden (Joe Morton) – advogado e um dos membros da equipe de Peter

### Outros
- Detetive Anthony Burton (James Carpinello) – detetive de homicídios da polícia local com ligações amorosas com Kalinda
- Agente Lana Delaney (Jill Flint) – agente do FBI que ajudou Kalinda em algumas investigações
- Louis Canning (Michael J. Fox) - Canning é um advogado rival que tem sido o conselheiro de oposição para Alicia em vários casos. Canning é afligido com discinesia tardia, o que muitas vezes ele usa para angariar simpatia com os juízes, júris, e testemunhas.

## Audiência
| Ep. | Episódio     | Estados Unidos | Estados Unidos | Estados Unidos            | Estados Unidos               | Estados Unidos    | Estados Unidos  | Canadá                       | Canadá  |
| Ep. | Episódio     | Pontos         | Share          | Pontos/share (18–49 anos) | Telespectadores (em milhões) | Ranking (horário) | Ranking (noite) | Telespectadores (em milhões) | Ranking |
| --- | ------------ | -------------- | -------------- | ------------------------- | ---------------------------- | ----------------- | --------------- | ---------------------------- | ------- |
| 1   | "Pilot"      | 9.2            | 16             | 3.1/8                     | 13,71                        | 1                 | 5               | 1,414                        | 21      |
| 2   | "Stripped"   | 9.1            | 16             | 3.2/9                     | 13,69                        | 1                 | 3               | 1,364                        | 30      |
| 3   | "Home"       | 8.9            | 15             | 2.9/8                     | 13,69                        | 1                 | 3               | 1,422                        | 23      |
| 4   | "Fixed"      | 8.7            | 15             | 2.8/8                     | 12,98                        | 1                 | 4               | 1,324                        | 28      |
| 5   | "Crash"      | 8.8            | 15             | 2.8/8                     | 13,26                        | 1                 | 4               | 1,462                        | 20      |
| 6   | "Conjugal"   | 8.6            | 15             | 2.7/8                     | 12,74                        | 1                 | –               | 1,291                        | 25      |
| 7   | "Unorthodox" | 8.8            | 15             | 2.8/8                     | 13,35                        | 1                 | –               | 1,539                        | 24      |
| 8   | "Unprepared" | 8.4            | 15             | 2.6/7                     | 12,73                        | 1                 | –               | 1,333                        | 26      |
| 9   | "Threesome"  | 8.1            | 14             | 2.8/8                     | 12,53                        | 1                 | –               | 1,341                        | 21      |
| 10  | "Lifeguard"  | 9.1            | 16             | 2.8/8                     | 14,17                        | 1                 | 10              | 0,951                        | 26      |
| 11  | "Infamy"     | 9.0            | 15             | 3.0/8                     | 13,85                        | 1                 | 10              | 1,106                        | 28      |
| 12  | "Painkiller" | 9.0            | 15             | 3.0/8                     | 13,87                        | 1                 | 15              | –                            | –       |
| 13  | "Bad"        | 8.4            | 14             | –                         | 12,72                        | 1                 | –               | –                            | –       |
| 14  | "Hi"         | 9.6            | 16             | –                         | 14,75                        | 1                 | –               | –                            | –       |
| 15  | "Bang"       | –              | –              | 2.7/7                     | 13,29                        | 2                 | 15              | –                            | –       |
| 16  | "Fleas"      | –              | –              | 2.9/8                     | 13,91                        | 1                 | 10              | –                            | –       |
| 17  | "Heart"      | –              | –              | 2.7/8                     | 13,41                        | 1                 | –               | –                            | –       |
| 18  | "Doubt"      | –              | –              | 2.4/7                     | 12,02                        | 3                 | –               | –                            | –       |
| 19  | "Boom"       |                |                |                           |                              |                   |                 |                              |         |

## Prêmios e indicações

### Indicações
- Globo de Ouro
  - 2009: Melhor Atriz em Série Dramática – Julianna Margulies
  - 2010: Melhor Série Dramática
  - 2010: Melhor Atriz em Série Dramática - Julianna Margulies
  - 2010: Melhor Ator Coadjuvante em Série, Minissérie ou Filme televisivo - Chris Noth
  - 2011: Melhor Atriz em Série Dramática - Julianna Margulies
  - 2012: Melhor Atriz em Série Dramática - Julianna Margulies
  - 2012: Melhor Atriz Coadjuvante em Série, Minissérie ou Filme televisivo - Archie Panjabi
  - 2013: Melhor Série Dramática
  - 2013: Melhor Atriz em Série Dramática - Julianna Margulies
  - 2013: Melhor Ator Coadjuvante em Série, Minissérie ou Filme televisivo - Josh Charles

- Satellite Awards
  - 2009: Melhor Série Dramática
  - 2009: Melhor Atriz em Série Dramática – Julianna Margulies

- Screen Actors Guild Awards
  - 2009: Melhor Elenco de Série Dramática
  - 2009: Melhor Atriz em Série Dramática – Julianna Margulies

### Prêmios
- Globo de Ouro
  - 2009: Melhor Atriz em Série Dramática – Julianna Margulies

- Emmy Awards
  - 2010: Melhor Atriz Coadjuvante em Série Dramática - Archie Panjabi
  - 2011: Melhor Atriz em Série Dramática - Julianna Margulies
  - 2012: Melhor Atriz Convidada em Série Dramática - Martha Plimpton
  - 2013: Melhor Atriz Convidada em Série Dramática - Carrie Preston
- People's Choice Awards
  - 2014: Drama Favorito em TV Aberta
  - 2014: Ator Dramático Favorito em TV Aberta - Josh Charles
- Screen Actors Guild Awards
  - 2009: Melhor Atriz em Série Dramática - Julianna Margulies
  - 2011: Melhor Atriz em Série Dramática - Julianna Margulies

## Recepção da crítica
Em sua 1ª temporada, The Good Wife teve recepção geralmente favorável por parte da crítica especializada. Com base de 26 avaliações profissionais, alcançou uma pontuação de 76% no Metacritic. Por votos dos usuários do site, atinge uma nota de 8.8, usada para avaliar a recepção do público.

## Curiosidades
- O papel de Alicia Florrick foi originalmente oferecido a Helen Hunt e Ashley Judd, antes de Julianna Margulies ter ficado com o papel. A atriz já conta com quatro nomeações aos Emmy Awards, duas delas tendo sido vencedora.

- Apesar da série decorrer em Chicago, as filmagens são feitas em Nova Iorque.

- O marido de Julianna Margulies na vida real é advogado.

- Matt Czuchry descobriu que o seu personagem Cary Agos iria para a prisão quando viu o seu guarda-roupa.[11]
- No dia 19 de fevereiro de 2017, ganhou um spin-off chamado The Good Fight. Christine Baranski, Rose Leslie e Cush Jumbo são as personagens de mais destaque da série.